# Mariano Rossi (calciatore)
Mariano Rossi (Vicenza, 19 luglio 1914 – ...) è stato un calciatore italiano, di ruolo centrocampista.

## Carriera
Interno di centrocampo, giocò nel Vicenza per dodici stagioni, l'ultima delle quali in Serie A.

## Palmarès

### Club

#### Competizioni nazionali
- Prima Divisione: 1

Vicenza: 1932-1933
- Serie C: 1

Vicenza: 1939-1940